# Medytacje poetyckie
Medytacje poetyckie (oryg. fr. Méditations poétiques) – tom wierszy Alphonse'a de Lamartine'a opublikowany po raz pierwszy w 1820 i uzupełniony trzy lata później.
Alphonse de Lamartine od młodości poświęcał wiele czasu na lekturę autorów starożytnych oraz nowożytnych. Najbliższe były mu osiemnastowieczne utwory sentymentalne (wśród ulubionych lektur m.in. Paweł i Wirginia), dzieła francuskich klasyków oraz autorów starożytnych uważał za zbyt realistyczne i pozostawiające zbyt wiele miejsca intelektowi. Zdaniem G. Lansona i P. Tuffrau ostateczną przyczyną podjęcia przez niego działalności poetyckiej była nieszczęśliwa miłość do poznanej w uzdrowisku Aix-en-Provence pani Charles, zmarłej przedwcześnie na gruźlicę.
Medytacje zostały opublikowane w 1820; ich przyjęcie przez czytelników było entuzjastyczne. Zdaniem Lansona i Tuffrau ich znaczenie dla literatury francuskiej było porównywalne z rolą Rozprawy o metodzie i Cyda, Medytacje zapoczątkowały bowiem okres romantyzmu. O ile tematyka, wersyfikacja i język utworów nie stanowiły nowości, Lamartine był pierwszym autorem, który z pełną spontanicznością i otwartością przedstawiał w wierszach własne uczucia i emocje. Sam poeta porównywał swoje teksty do "westchnień duszy". Stąd opisywane w Medytacjach poetyckich miejsca i osoby nigdy nie miały konkretnych cech, np. pisząc w wierszu Jezioro o dwojgu ludziach w łodzi poeta nie mówi nic na ich temat, skupiając się na ulotności uczuć miłosnych. Silny w tomie był motyw metafizyczny: wiara w Boga, Opatrzność, nieśmiertelność. Motyw religijny – droga od lekkomyślności do refleksji nad wiarą – jest głównym spoiwem tomu, łączącego najwcześniejsze utwory Lamartine'a z tekstami powstałymi zaledwie na rok przed publikacją tomiku. Medytacje poetyckie nie są jednak dziełem ściśle chrześcijańskim, gdyż Bóg ukazany w dziełach jest jedynie "nieokreślonym przedmiotem pragnień" podmiotu lirycznego, który nie potrafi znaleźć w religii oparcia (nie dała mu go zresztą także miłość). M. F. Guyard uważa, że postać podmiotu wierszy z tomu reprezentuje postawę tytułowego bohatera powieści Chateaubrianda, René.
Część dzieł miała charakter ściśle filozoficzny i nawiązywała do osiemnastowiecznej poezji francuskiej.
Pierwsza wersja Medytacji zawierała 24 wiersze. Wydana trzy lata później zmodyfikowana wersja tomiku była poszerzona o nowe utwory, do 42 pozycji.